# ود نوباوي
حيّ ودنوباوي حي سوداني عريق يقع في ولاية الخرطوم مدينة أم درمان وهو يمثل جزء هام من امدرمان القديمة

## الموقع
يحده شرقا شارع الهجرة وفاصلا له عن حي أب روف وود البنا. شارع الوادي من الناحية الغربية 
ينقسم الحي إلى : القلعة، وودنوباوي شمال، وود نوباوي وسط، وود نوباوي، ومركز شؤون الأنصار (أنصار المهدي)، ويشق ودنوباوي شارع الدومة (شارع السيد عبد الرحمن المهدي) وشارع ود البصير ويفصلها عن حي العمدة والركابية شارع الوادي غربا.. ويعد حي ود نوباوي من أعرق أحياء أم درمان وواحد من أهمها حيث سكن فيها كثير من السياسين السودانيين البارزين. تبلغ مساحته (6) كلم وعدد سكانه (56805) نسمة.

## أصل التسمية
نسبة إلى ودنوباوي وهو واحد من قادة جيوش المهدية ويقال أنه هو الذي قتل الجنرال غردون.

## أهم معالم الحي
- شجرة الدومة التي كان مكانها في السابق منزل الأمير ود نوباوي

### المدارس
وأقدم مدرسة هي مدرسة ودنوباوي التي أنشأها السيد عبد الرحمن المهدي في أربعينيات القرن الماضي.
عدد مدارسه الحكومية (3) مدارس (2) بنين ومدرسة للبنات و(5) مدارس خاصة

### المساجد
- مسجد السيد عبد الرحمن المهدي
- جامع الشيخ قريب الله، ومركز الطريقة السمانية،
- مسجد سوار الدهب

### النوادي
ونادي ودنوباوي الذي أُنشئ في العام (1944م) وتم تشييده من قبل الرئيس الأسبق جعفر نميري، حيث تم نقله من شارع ود البصير إلى جنوب مقابر أحمد شرفي.

## أهم الشخصيات بحي ودنباوي
هناك العديد من الشخصيات البارزة المنتمية للحي منها:
- الرئيس جعفر نميري
- السيد عبد الرحمن المهدى مؤسس حزب الأمة
- السيد امين التوم ساتي.
- الرئيس عبد الرحمن سوار الذهب
- صادق عبد الله عبد الماجد
- الصادق المهدي

### أشهر اللاعبين
أشهر لاعبي كرة القدم هم بشرى وهبي، جابر جبارة (لاعب المريخ)، دفع الله حبيب، وقيع الله (حارس مرمى المريخ)، أبو العلا (نادي ودنوباوي)، الدريسة (رجل الثواني في نادي الهلال)، محمد عبد الله مازدا (مدرب المريخ) ، أحمد بن عمر (الخرطوم الوطني) ، مصطفى تيشوب (لاعب المريخ السابق)، سليسيون (لاعب الهلال)، رابح رمضان (باك المريخ المشهور).

### الفنانين
- الكوميدي الفاضل سعيد الأستاذ (الممثل) محمد شريف علي

صديق صالح بالمسرح القومي وفايزة التوم وأحمد العجوز ممثل بالتلفزيون، عبد المنعم عصمت شاكر، صلاح محمد عيسى

### خط البصات
أول خط للبصات في أم درمان ويبدأ من سوق أم درمان جوار العدني يمر بالكبري والعمدة والدومة والاستراحة والهجرة وبين كل محطة ومحطة (300 ــ 400) متر وأشهر سائقي البصات ود العريك والحبشي وأب شيب عبد الصمد وعباس طه وموسى.
هنالك مشكلة مياه جوفية تهدد حي ودنوباوى

## وصلات خارجية
1. موسوعة السودان الرقمية
2. http://e-omdurman.net.sd/ar
3. http://www.tawtheegonline.com/vb/showthread.php?t=40340
4. http://wikimapia.org/5678322/ar/بانت-غرب

- موقع محلية أم درمان